# Parlagi vipera
A parlagi vipera (Vipera ursinii) a pikkelyes hüllők (Squamata) rendjébe, a kígyók (Serpentes) alrendjébe és a viperafélék (Viperidae) családjába tartozó faj. Számos alfaját írták le, ezek közül többet újabban önálló fajnak tekintenek. Kárpát-medencében honos alfaja a rákosi vipera (Vipera ursinii rakosiensis).
Tudományos nevét Antonio Orsini (1788–1870) olasz természettudósról kapta, ezért Orsini-vipera néven is ismert.

## Előfordulása
A régebbi rendszerezések szerint nagy elterjedésű faj, amely Franciaország délkeleti részétől egészen a kínai Hszincsiang-Ujgur Autonóm Területig előfordul. Az újabb kutatások viszont a Moldovától keletre élő populációt önálló fajba sorolják sztyeppei vipera (Vipera renardi) néven, amelyet egyes rendszerezések korábban a parlagi vipera alfajának tekintettek Vipera ursinii renardi néven. A délnyugat-törökországi populációkat újabban anatóliai vipera (Vipera anatolica) néven szintén önálló fajnak tekintik.

## Megjelenése
Kifejlett példányai 40–50 cm hosszúak, állítólag 60–80 cm-es példányokat is találtak

## Alfajok
A parlagi vipera populációi nagy genetikai változatosságot mutatnak. Az alábbi megkülönböztetések merültek fel a modern szakirodalomban:
- V. u. ursinii Bonaparte, 1835
- V. u. eriwanensis Reuss, 1933
- rákosi vipera — V. u. rakosiensis Méhely, 1893
- sztyeppi vipera — V. u. renardi Christoph, 1861
- V. u. macrops Bolkay, 1924
- V. u. moldavica Nilson, Andrén & Joger, 1993
- V. u. graeca Nilson & Andrén, 1988